# Jaroslav Vývlek
Jaroslav Vývlek (Látka, 1955. december 18. –) szlovák katona, mérnök vezérőrnagy, a Szlovák Szárazföldi Erőknek parancsnoka (2009-2010 között), majd a szlovák vezérkari főnök helyettese. 2012 augusztusában nyugállományba helyezték.

## Élete
Látkán született 1955-ben. 1973-74 között Mikulovban tanult katonai iskolában gépesített lövész szakon. 1974-ben avatták hadnaggyá, majd folyamatosan képezte magát 1976-77 között Vyškovban és a Brno-i Katonai Akadémia hallgatója volt 1986-89 között. Csehszlovákia felbomlása után Késmárkon szolgált a szlovák hadsereg kötelékében. Külföldi katonai tanfolyamokat is végzett, anyanyelvén kívül angol, német és orosz nyelvtudással is rendelkezik. Több cseh és szlovák helyőrségben szolgált, majd tábornokként 2009-2010 között a Szlovák Szárazföldi Erők parancsnoki és 2010-12 között a szlovák vezérkari főnök helyettesi teendőket bizták rá. Hivatásos katonai szolgálatát befejezve 2012 augusztusában helyezték nyugállományba.

### Katonai pályafutásának fontosabb képzései
- 1973 - 1974 Katonai Iskola Mikulov Morvaország
- 1976 - 1979 Katonai Főiskola Vyškov Morvaország
- 1986 - 1989 Katonai Akadémia Brno
- 1997 - 1998 GS OS Parancsnoki Akadémia SRJN SR Hamburg
- 2003 - Nyelvtanfolyam Kanadában

### Katonai pályafutásának fontosabb alakulatai és beosztásai
- 55. Motorizált ezred (1974–1975)
- 67. Motorizált ezred (1979–1981)
- 101. Motorizált ezred (1989–1991)
- 99. Lövészezred (1991–1992)
- 60. Harckocsiezred (1992–1995)
- 23. Harckocsidandár (1995–1996)
- 1. Gépesített dandár (1999–2003)
- Szárazföldi Erők parancsnoka (2009. június 1-jétől)
- Szlovák vezérkari főnök helyettes (2010-2012)